# Борис
Бори́с — мужское личное имя славянского происхождения.

## Этимология
О происхождении и значении имени существуют несколько мнений. Имя обычно связывается с первым носителем имени болгарским ханом булгарского (тюркского) происхождения Богорисом (Борисом I) (ср.греч. Βογορις, Βωγωρις, Βορισης [Вогорис, Вогорис, Вогорисис]), крестителем Болгарии. Борис I в крещении получил имя Михаил и титул князя.
Словарь Макса Фасмера под редакцией Трубачёва, ссылаясь на других исследователей, выдаёт две основные гипотезы происхождения имени:
1. монгольское происхождение (от bogori «маленький»),
2. праславянское происхождение. Согласно этой гипотезе, имя является усечённым от двухосновного славянского имени Борислав, образованного сложением основ [бор] (ср. бороться, побороть) и [слав] («слава»).[3]

Имя Борис встречается в грамотах многократно, с XI века. Борис и Глеб упоминаются в списке святых в берестяной грамоте № 906 (стратиграфическая дата: 1050—1070-е, условная дата: 1075—1110 с вероятным смещением вперёд.
Имя Борислав встречается один раз — новгородская грамота № 390 (1280—1300), т. е. такое имя на Руси впервые зафиксировано в последней четверти XIII века.
Древненовгородский диалект: Борисъ м. личн.: И.ед. Борисе 806, Бор[исе] 343; Р. Бориса 49, 906, отъ Бориса 714, ш Бориса 43, 263, 579, ш Бъриса 237, оу Бо[р]иса 701, ў Бориса 671, 935; Д. къ Борисови 742, къ Борисў 819, ко Борисоу 581; Т. з Борисомо 744.
А. В. Суперанская (1929—2013) в словаре русских личных имён связывает имя с древнеперсидским варес — «наследник».
Специалист по монгольским и тюркским языкам А. В. Дыбо утверждает, что в монгольском не было слова bogori со значением маленький, зато было слово bogoni со значением короткий. Персидский в этот период был не древним, а средним. В. Бешевлиев не выдвигал версию о происхождении имени Борис, а этимологизировал титулы. Версия о происхождение от тюркского слова со значением волк лингвистически невероятна.  
Борис I (Богорис) был из тюркской династии, его имя Барыс, также Барс - популярное древнетюркское имя и образовано от барыс, что в переводе с булгарского значит барс. Барыс было отражено в церковнославянских источниках как Борис, так это имя произносилось древними болгарами. Имя Борис - заимствование из дунайско-булгарского в древнеболгарский язык. 
Святой мученик князь Борис стал одним из первых русских святых, что определило распространение этого имени. Он был сыном киевского князя Владимира Святославича от «болгарыни» (возможно от болгарской царевны), то есть имя могло быть унаследовано по женской линии.

### Княжеское имя
«Роман» было крестильным христианским именем святого князя Бориса — одного из первых русских святых («Борис» было его языческим мирским именем). В системе именования Рюриковичей, когда на протяжении многих веков князья носили одновременно 2 таких имени — т. н. «именная пара», имя «Роман» часто сопровождало «Бориса», поскольку наречение в честь святого было достаточно популярным, а называть ребёнка просто «Борисом» пока ещё было нельзя.
Однако исследователи антропонимики подчеркивают, что это правило не было железным — со временем «Борис» стало полноценным крестильным христианским именем. Ф. Б. Успенский пишет: «Полифункциональный статус имен Роман и Давид, совмещавших в себе функции родового и христианского имени, и ещё более сложная ситуация с именем Борис, которое могло функционировать то как крестильное при княжеском (Святослав-Борис, Мстислав-Борис), то как самостоятельное династическое имя, также совмещавшее в себе функции родового и христианского, породили немалую путаницу в современной историографии. Так, установилась странная традиция автоматически приписывать князьям, фигурирующим в источниках исключительно под именем Роман или Давид, имена Борис и Глеб, соответственно. При этом утверждается, что у князя по имени Роман, например, было христианское имя Борис или Борис-Роман [у В. Л. Янина] (…) Между тем, остается совершенно непонятным (и в соответствующих работах — никак не объясненным), каким образом у князя, всюду в источниках фигурирующего под христианским именем Роман, которое до его появления на свет уже использовалось в роду Рюриковичей в качестве крестильного, могло появиться ещё одно крестильное имя. Иными словами, никак не объясняется, каким образом у князя могло быть два крестильных имени, и каков был статус этого антропонимического гибрида. По совершенно справедливому утверждению В. Л. Янина, „Борис и Глеб вместе могли быть патронами и Борисов, и Глебов, и Романов, и Давидов“. Однако тождественность патрональных святых ещё не означает тождества имен (…) Как кажется, у нас нет никаких оснований утверждать, что каждый из Давыдов обязательно носил имя Глеб, а каждый из Романов имя Борис».

## В других культурах
Евреи часто транскрибируют именем Борис еврейские имена Бер (Берл) и Барух, которые, однако, этимологически не связаны с ним.

## Фамилии, образованные от имени
От имени Борис образованы фамилии: русская, украинская, белорусская, болгарская Борис; русская Борисс; немецкая Боррис (Borris); русские  Борисихин, Бориска, Борискин, Борисов,  Борисовский, Борисович, Борисок, Бориссов,  Борисч, Борисыч; украинские Борисевич (и белорус.), Борисенко, Борисенков, Борисик, Борисикевич, Борисичук, Бориско, Борисовський, Бориссенко, Бориський, Борисюк, Борисяк.

### Комментарии
1. ↑  Борисъ м. личн.: И.ед. Борисе 806, Бор[исе] 343; Р. Бориса 49, 906, отъ Бориса 714, ш Бориса 43, 263, 579, ш Бъриса 237, оу Бо[р]иса 701, ў Бориса 671, 935; Д. къ Борисови 742, къ Борисў 819, ко Борисоу 581; Т. з Борисомо 744